# El brillo de una canción
«El brillo de una canción» es una canción del grupo musical español Danza Invisible, incluida en su álbum de estudio A tu alcance.

## Descripción
Se trata del cuarto sencillo extraído del álbum A tu alcance. Se trata de una balada con influencia pop y calaría como uno de los temas más recordados del grupo.
El tema está incluido en el recopilatorio Treinta Tacos (2012).